# Obiectivul de Dezvoltare Durabilă 12
Obiectivul de dezvoltare durabilă 12 (ODD 12 sau Obiectivul Global 12) - „Consum și producție responsabile” este unul dintre cele 17 Obiective de Dezvoltare Durabilă adoptate de Națiunile Unite în 2015. Potrivit Organizației Națiunilor Unite, obiectivul este: „Asigurarea unor modele durabile de consum și producție”. ODD 12 este menit să asigure o bună utilizare a resurselor, să îmbunătățească eficiența energetică și să asigure o infrastructură durabilă, să ofere acces la servicii de bază, să creeze locuri de muncă verzi și decente și să asigure o calitate a vieții mai bună pentru toți.
Obiectivul are 11 ținte. Primele 8 sunt ținte de rezultat: implementarea Cadrului de programe pe 10 ani privind modelele de consum și producție durabile, realizarea unui management durabil și utilizarea eficientă a resurselor naturale, reducerea la jumătate a risipei alimentare globale per locuitor la nivelurile retail și consumator final și reducerea pierderilor alimentare de-a lungul lanțurilor de producție și aprovizionare, inclusiv pierderile după recoltare, gestionarea rațională din punct de vedere ecologic a substanțelor chimice și a tuturor deșeurilor pe parcursul ciclului lor de viață, reducerea generării de deșeuri prin prevenire, reducere, reciclare și reutilizare, încurajarea companiilor în adoptarea de practici durabile, promovarea practicilor de achiziții publice durabile și informarea și conștientizarea oamenilor de pretutindeni despre dezvoltarea durabilă. Cele trei mijloace de implementare sunt: sprijinirea țărilor în curs de dezvoltare în consolidarea capacității științifice și tehnologice, dezvoltarea și implementarea instrumentelor de monitorizare a impactului dezvoltării durabile și eliminarea distorsiunilor pieței, cum ar fi subvențiile pentru combustibili fosili care încurajează consumul. Țările lumii lucrează pentru implementarea „Cadrului de programe pe 10 ani privind modelele de consum și producție durabile”:14.
Pentru a ne asigura că produsele din plastic sunt mai durabile, reducând astfel deșeurile din material plastic, se preconizează că vor fi necesare schimbări precum reducerea utilizării și creșterea circularității economiei plasticului. O creștere a reciclării interne și o dependență redusă de comerțul global cu deșeuri din plastic sunt alte acțiuni care ar putea ajuta la îndeplinirea obiectivului.

## Context

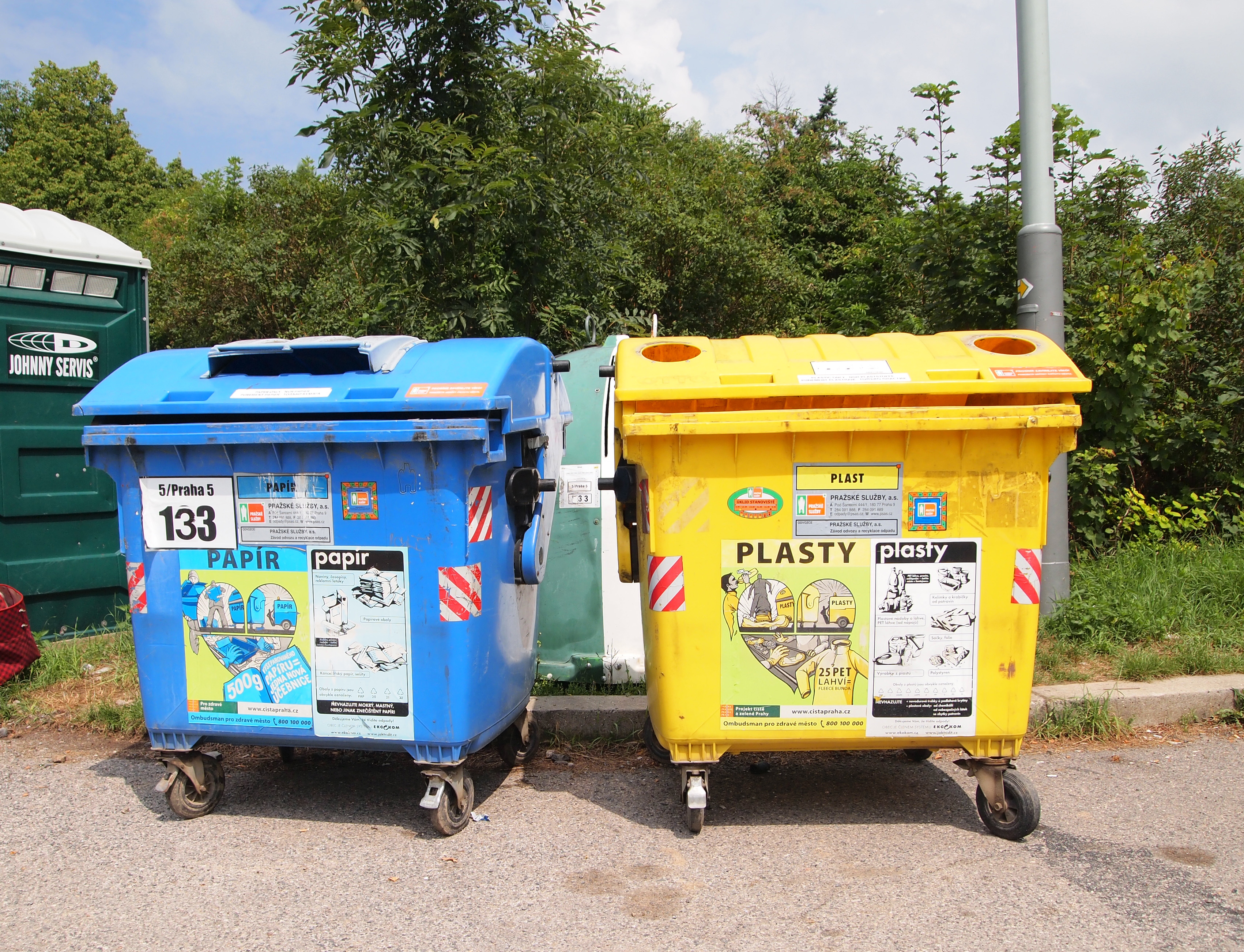
Containere de deșeuri pentru colectare selectivă în Praga, Republica Cehă

Schimbările în modelele de consum și producție pot contribui la promovarea decuplării creșterii economice și bunăstării umane de utilizarea resurselor și impactul asupra mediului. De asemenea, ele pot declanșa transformările prevăzute în angajamentele globale privind biodiversitatea, clima și dezvoltarea durabilă în general.
Planeta rămâne fără resurse, dar populația continuă să crească. Dacă populația globală va ajunge la 9,8 miliarde în 2050 iar stilul de viață actual se menține, va fi necesar echivalentul a aproape trei planete pentru a furniza resursele naturale necesare.
Omenirea trebuie să-și schimbe obiceiurile de consum, iar schimbarea surselor de energie către altele mai durabile este una dintre principalele schimbări necesare pentru a reduce consumul. Cu toate acestea, crizele globale au declanșat o reapariție a subvențiilor pentru combustibilii fosili, acestea aproape dublându-se din 2020 până în 2021.
Risipa alimentară este un alt semn de supraconsum, iar combaterea sa este urgentă și necesită politici dedicate, bazate pe date, precum și investiții în tehnologii, infrastructură, educație și monitorizare. O cantitate de 931 de milioane de tone de alimente este risipită anual, în ciuda faptului că o mare parte a populației globale suferă de foame.
Obiectivele privind sustenabilitatea consumului și producției trebuie să fie parte integrantă a redresării după pandemie și a planurilor de accelerare a progresului Obiectivelor de dezvoltare durabilă. Este esențial să se pună în aplicare politici care să sprijine trecerea către practici durabile și decuplarea creșterii economice de utilizarea resurselor.

## Ținte, indicatori și progres
ONU a definit 11 ținte pentru ODD 12. Patru dintre acestea urmează să fie atinse până în anul 2030, una până în anul 2020, iar șase nu au termen limită. Țintele abordează diferite aspecte, de la punerea în aplicare a Cadrului de programe pe 10 ani privind modelele de consum și producție durabile (ținta 12.1), realizarea gestionării durabile și utilizarea eficientă a resurselor naturale (ținta 12.2), reducerea risipei alimentare globale per persoană la nivel de comerț cu amănuntul și consumator final (ținta 12.3), gestionarea rațională din punct de vedere ecologic a substanțelor chimice și a tuturor deșeurilor pe parcursul ciclului lor de viață (ținta 12.4), reducerea substanțială a generării de deșeuri prin prevenire, reducere, reciclare și reutilizare (ținta 12.5), încurajarea companiilor în adoptarea de practici durabile (ținta 12.6), promovarea practicilor de achiziții publice durabile, în conformitate cu politicile și prioritățile naționale (ținta 12.7), informarea și conștientizarea oamenilor de pretutindeni despre dezvoltarea durabilă (ținta 12.8), sprijinirea țărilor în curs de dezvoltare în consolidarea capacității științifice și tehnologice (ținta 12.a), dezvoltarea și implementarea instrumentelor de monitorizare a impactului dezvoltării durabile (ținta 12.b), eliminarea distorsiunilor pieței, cum ar fi subvențiile pentru combustibili fosili care încurajează consumul (ținta 12.c).

### Ținta 12.1: Implementarea cadrului de producție și consum durabil pe 10 ani

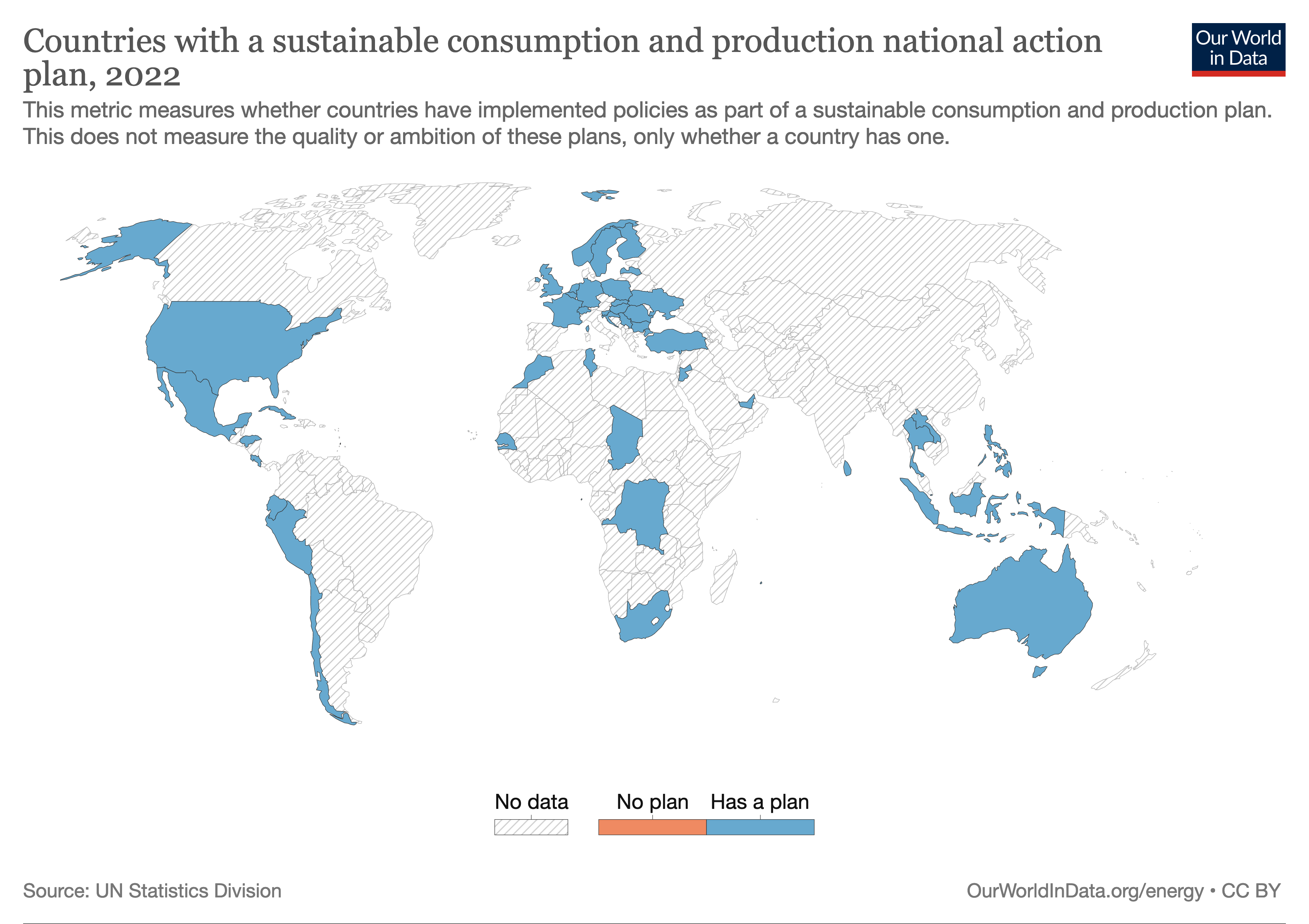
Harta lumii pentru indicatorul 12.1.1: Țările care au adoptat un plan național de acțiune pentru consum și producție durabile

Textul integral al Țintei 12.1 este: „Implementarea Cadrului de programe pe 10 ani privind modelele de consum și producție durabile, cu implicarea tuturor țărilor, țările dezvoltate urmând să țină cont de nivelul de dezvoltare și de capacitățile țărilor în curs de dezvoltare”. Scopul acestui ODD este ca toate țările să ia măsuri până în 2030.
Această țintă are un singur indicator: indicatorul 12.1.1 reprezintă „Numărul de țări cu planuri naționale de acțiune pentru consum și producție durabile adoptate sau integrate ca prioritate sau țintă în politicile naționale”.
Numeroase țări lucrează pentru implementarea „Cadrului de programe pe 10 ani privind modelele durabile de consum și producție”:14.

### Ținta 12.2: Managementul durabil și utilizarea resurselor naturale

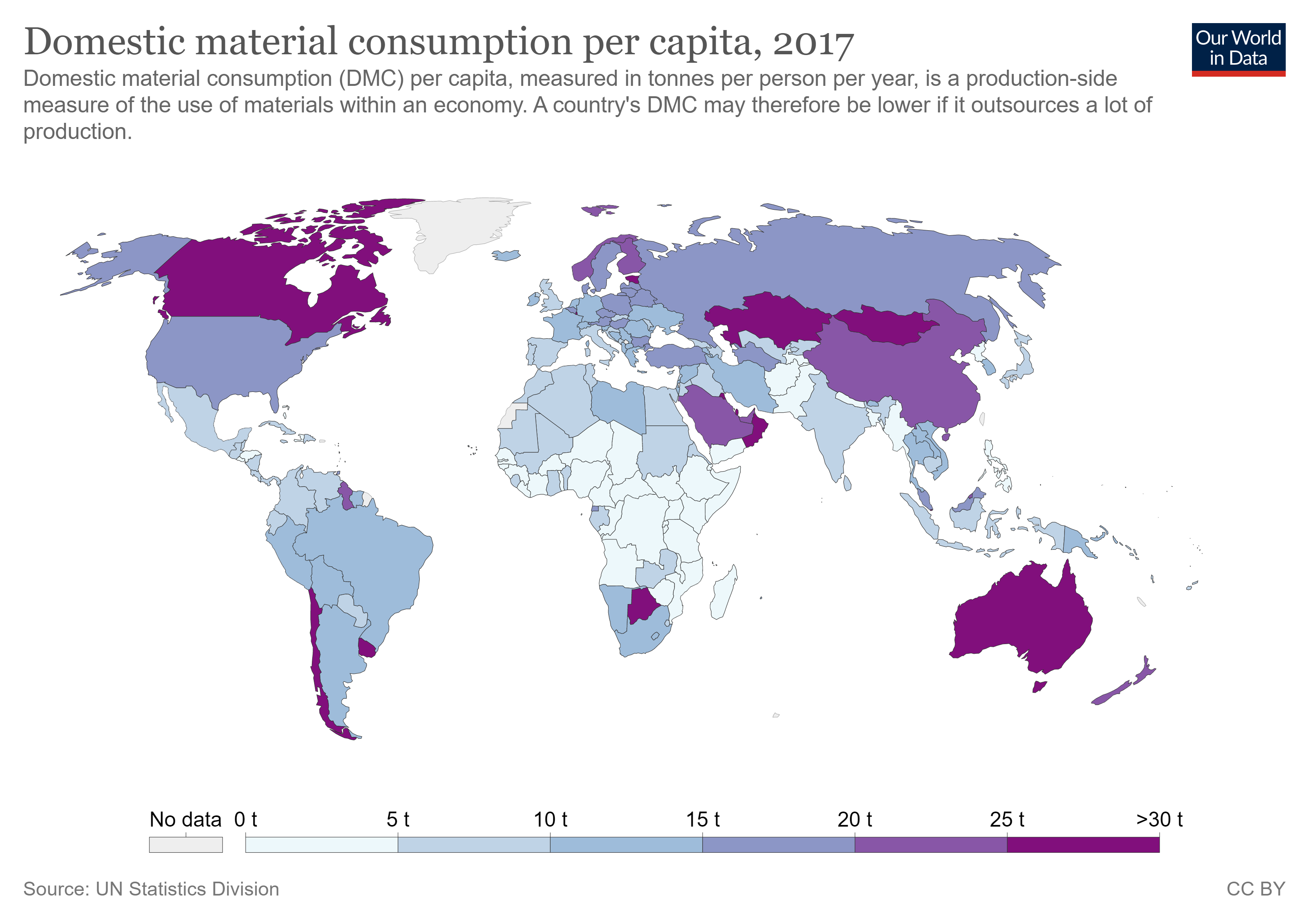
Harta lumii pentru indicatorul 12.2.2: Consumul intern de materiale, consumul intern de materiale per locuitor și consumul intern de materiale per PIB

Textul integral al Țintei 12.2 este: „Până în 2030, realizarea gestionării durabile și utilizării eficiente a resurselor naturale".
Această țintă are doi indicatori: 
- indicatorul 12.2.1: „Amprenta materială, amprenta materială per locuitor și amprenta materială per PIB”,
- indicatorul 12.2.2: „Consumul intern de materiale, consumul intern de materiale per locuitor și consumul intern de material per PIB”.

Amprenta materială reprezintă cantitatea de materiale (materii prime) extrase care este necesară pentru a satisface consumul unei țări. Suma amprentei materialelor pentru biomasă, combustibili fosili, minereuri metalice și minereuri nemetalice se numește amprenta totală a materialelor Consumul intern de materiale (CIM) este o măsură de producție care nu ia în considerare intrările sau exporturile din lanțul de aprovizionare, ceea ce înseamnă că o țară ar poate o valoare CIM mai mică dacă externalizează o mare parte din materialele sale.
Un raport al ONU din 2020 constată: „Consumul global intern per locuitor de materiale a crescut cu 7%, de la 10,8 tone per locuitor în 2010 la 11,7 tone în 2017, cu creșteri în toate regiunile, cu excepția Americii de Nord și Africii” :14.

### Ținta 12.3: Reducerea la jumătate a risipei alimentare globale perlocuitor

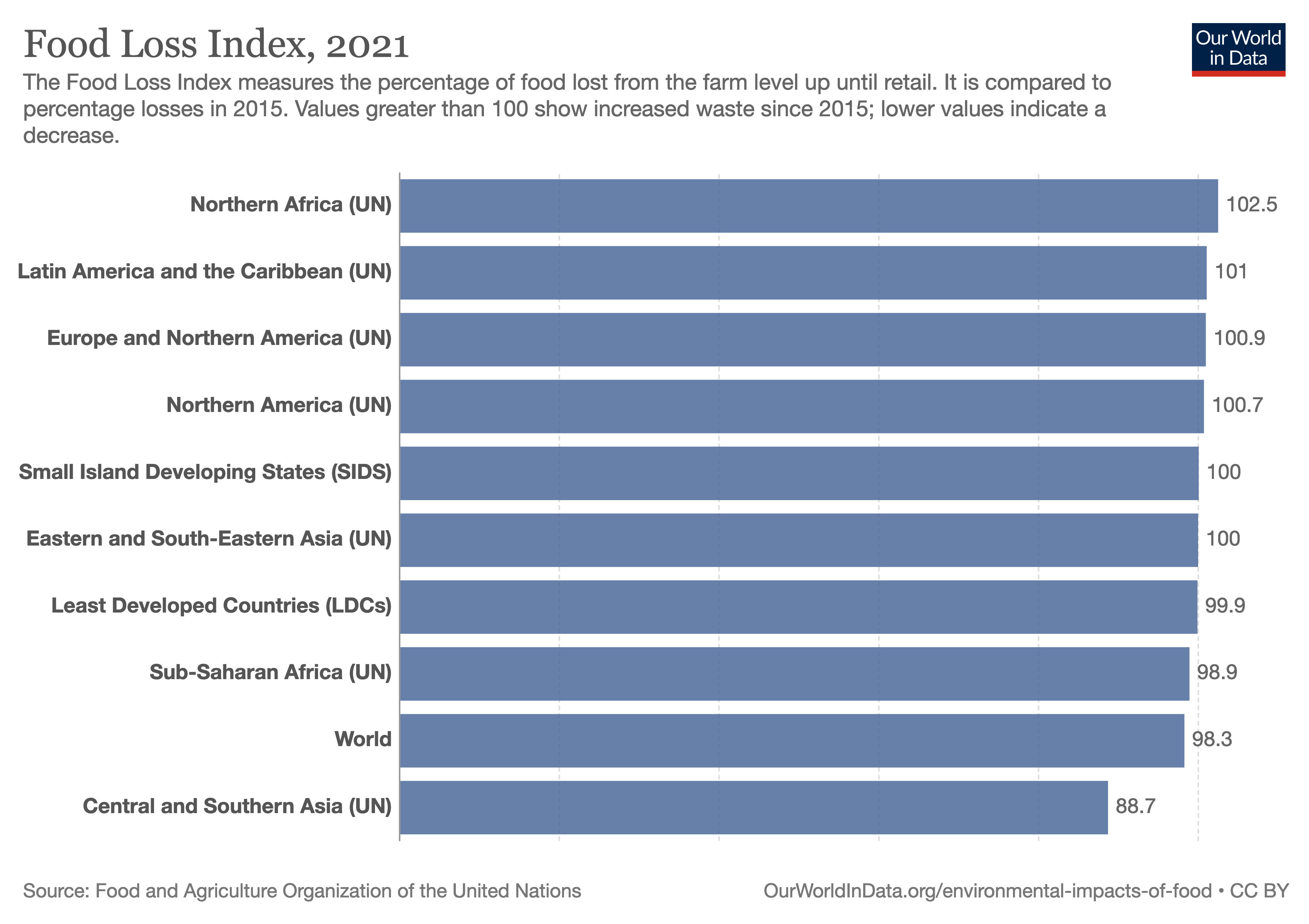
Graficul global pentru indicatorul 12.3.1: Indicele pierderilor alimentare de la nivelul producției la nivelul consumului

Textul integral al Țintei 12.3 este: „Până în 2030, înjumătățirea risipei alimentare globale per locuitor la nivelul comerțului cu amănuntul și al consumatorilor și reducerea pierderilor alimentare de-a lungul lanțurilor de producție și aprovizionare, inclusiv pierderile după recoltare". 
Această țintă are un singur indicator: indicatorul 12.3.1 reprezintă: „(a) Indicele pierderilor alimentare de la nivelul producției la nivelul consumului și (b) Indicele deșeurilor alimentare”.
Organizația pentru Alimentație și Agricultură și Programul Națiunilor Unite pentru Mediu măsoară progresul către acest obiectiv:10.
FAO a constatat că „la nivel global, aproximativ 14% din alimente se pierd din producție înainte de a ajunge la nivelul vânzării cu amănuntul”:5.

### Ținta 12.4: Gestionarea responsabilă a substanțelor chimice și a deșeurilor

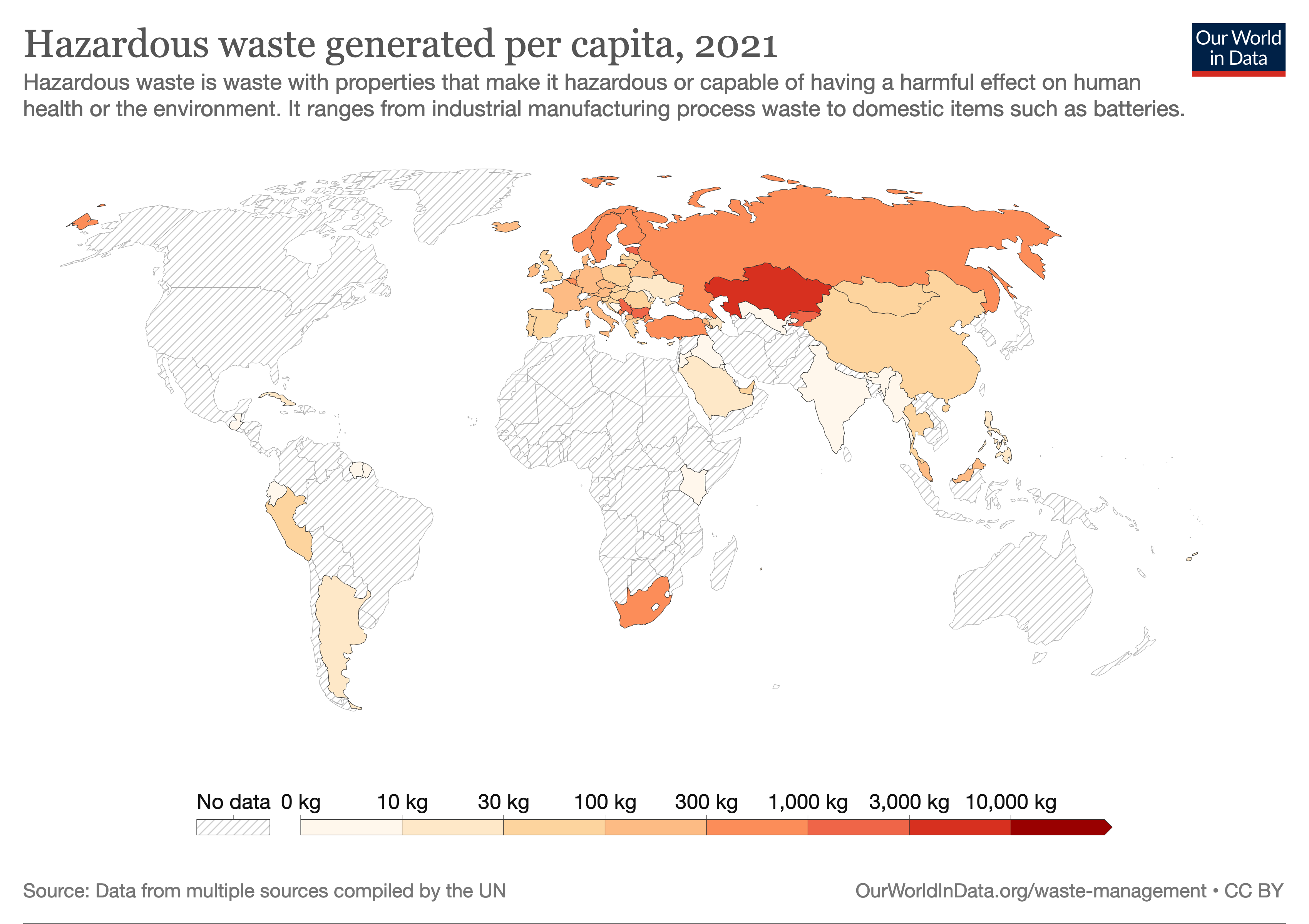
Harta lumii pentru indicatorul 12.4.2: Cantitatea de deșeuri periculoase generată per locuitor

Textul integral al Țintei 12.4 este: „Până în 2020, realizarea gestionării ecologice a substanțelor chimice și a tuturor deșeurilor pe parcursul ciclului lor de viață, în conformitate cu cadrele internaționale convenite, și reducerea semnificativă a eliberării acestora în aer, apă și sol, pentru a minimiza impactul lor negativ asupra sănătății umane și asupra mediului". 
Această țintă are doi indicatori:
- indicatorul 12.4.1: „Numărul de părți ale acordurilor internaționale multilaterale de mediu privind deșeurile periculoase și alte substanțe chimice care își îndeplinesc angajamentele și obligațiile de transmitere a informațiilor, conform cerințelor fiecărui acord relevant”,
- indicatorul 12.4.2: „(a) Cantitatea de deșeuri periculoase generată per locuitor și (b) ponderea deșeurilor periculoase tratate, după tipul de tratare”.

Generarea globală de deșeuri electronice a crescut în perioada 2010-2019: de la 5,3 kg per locuitor la 7,3 kg per locuitor:14. Rata de reciclare ecologică a deșeurilor electronice a crescut și ea: de la 0,8 kg per locuitor la 1,3 kg per locuitor:14.

### Obiectivul 12.5: Reducerea substanțială a generării de deșeuri

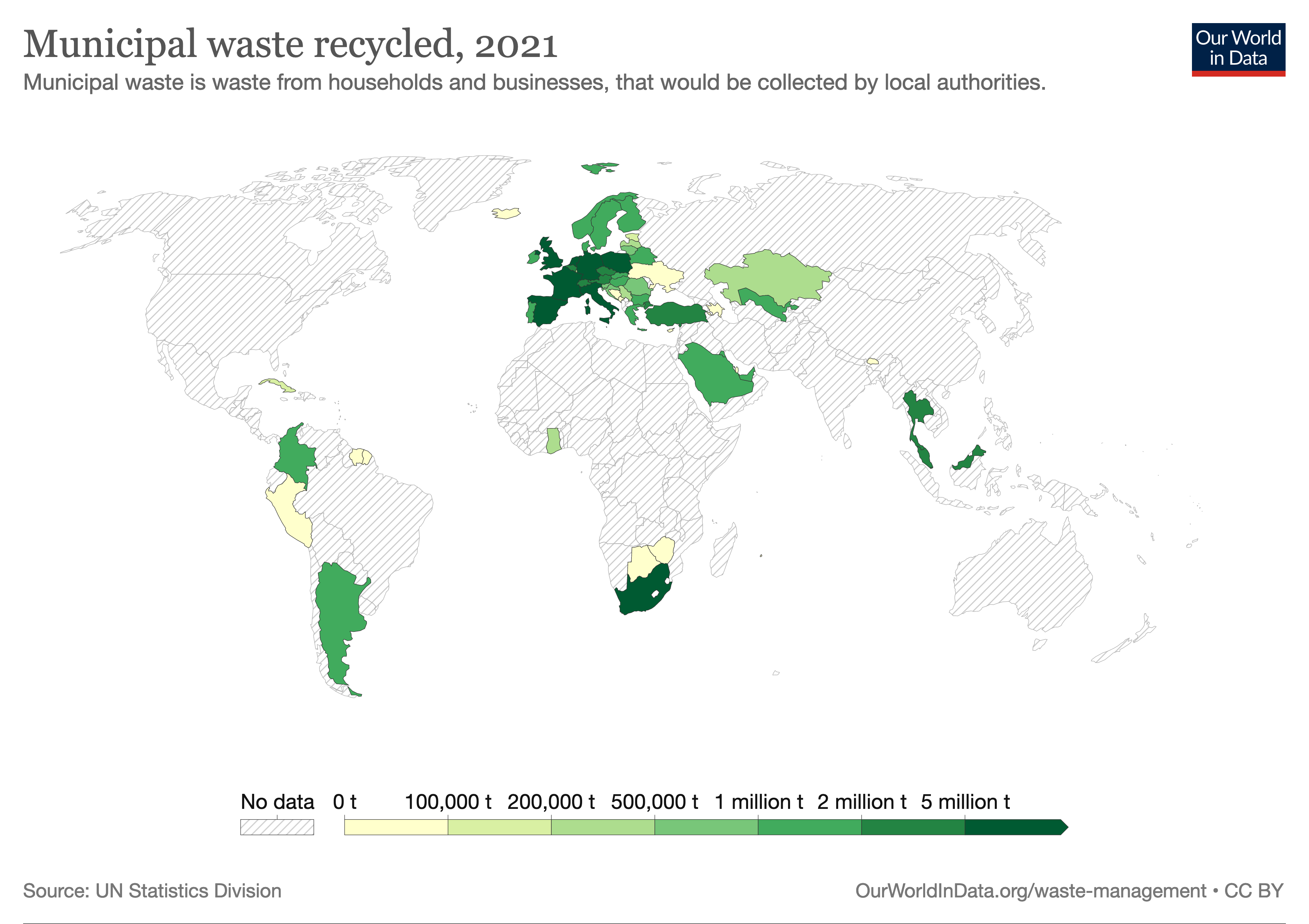
Harta lumii pentru indicatorul 12.5.1: Cantitatea de deșeuri municipale reciclate

Textul integral al Țintei 12.5 este: „Până în 2030, reducerea substanțială a generării de deșeuri prin prevenire, reducere, reciclare și reutilizare". 
Această țintă are un singur indicator: indicatorul 12.5.1 reprezintă „Rata națională de reciclare, în tone de material reciclat”.
În fiecare an, aproximativ o treime din toate produsele alimentare se deteriorează, din cauza consumatorilor sau în timpul transportului, ceea ce reprezintă aproximativ 1 trilion de dolari.

### Ținta 12.6: Încurajarea companiilor să adopte practici durabile și să publice rapoarte de durabilitate
Textul integral al Țintei 12.6 este: „Încurajarea companiilor, în special companiile mari și transnaționale, să adopte practici durabile și să integreze informațiile despre sustenabilitate în ciclul lor de raportare".
Această țintă are un singur indicator: indicatorul 12.6.1 reprezintă „Numărul de companii care publică rapoarte de sustenabilitate”.

### Ținta 12.7: Promovarea practicilor durabile de achiziții publice

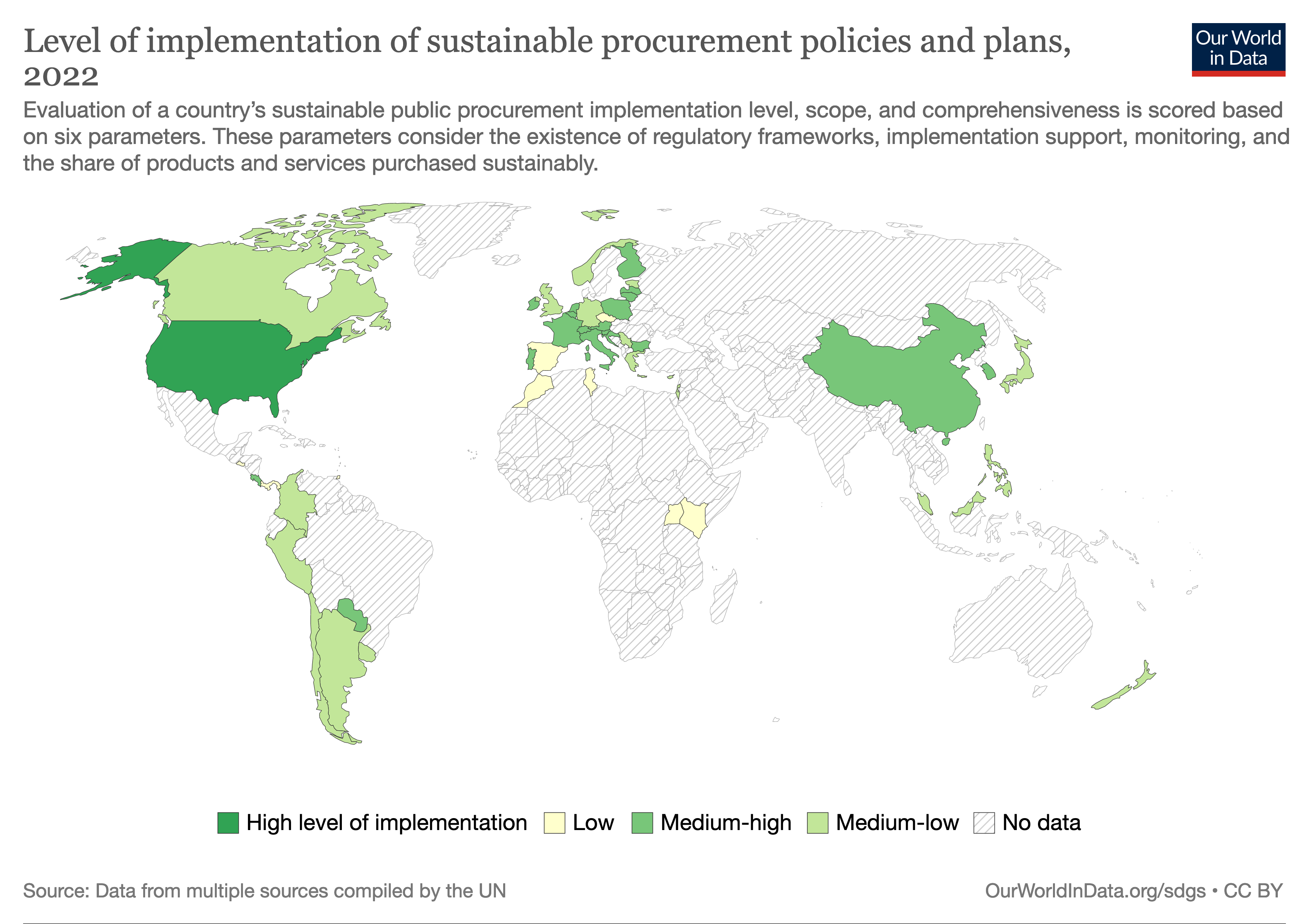
Harta lumii pentru indicatorul 12.7.1: Gradul de implementare a politicilor și planurilor de acțiune privind achizițiile publice durabile

Textul integral al Țintei 12.7 este: „Promovarea practicilor de achiziții publice durabile, în conformitate cu politicile și prioritățile naționale".
Această țintă are un singur indicator: indicatorul 12.7.1 reprezintă „Gradul de implementare a politicilor și planurilor de acțiune privind achizițiile publice durabile”.
Indicatorul include trei categorii:
- achiziții publice durabile (Sustainable public procurement - SPP),
- achiziții publice ecologice (Green public procurement - GPP),
- achiziții publice responsabile din punct de vedere social (Socially responsible public procurement - SRPP)[11]. Una dintre limitările observate pentru acest indicator este că diferite țări pot implementa și măsura aceste obiective în moduri diferite[11].

### Ținta 12.8: Promovarea înțelegerii universale a stilurilor de viață durabile

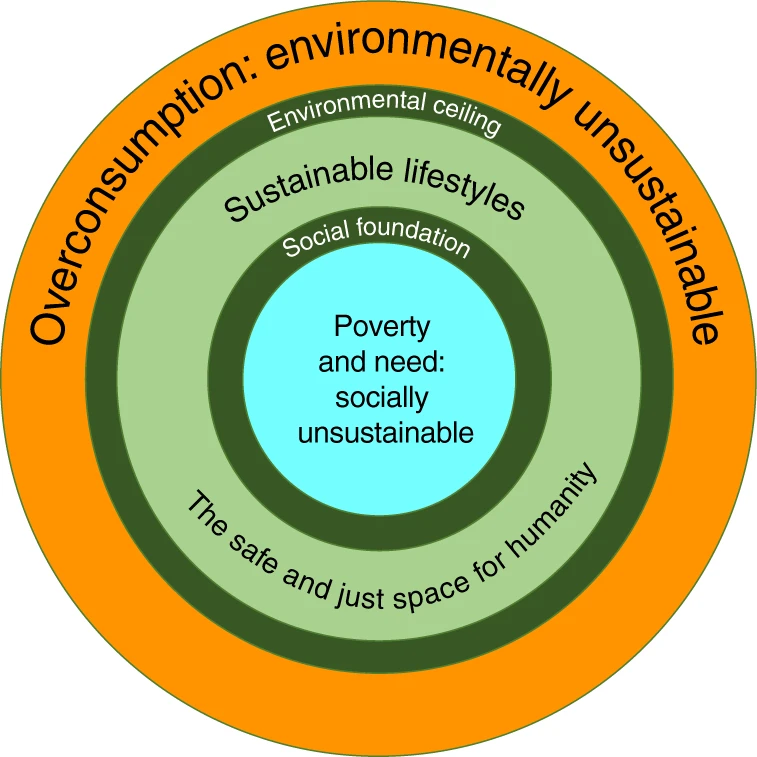
Spațiul sigur și just pentru umanitate (The safe and just space for humanity).
Stilul de viață durabil se situează între o limită superioară de utilizare posibilă („plafon de mediu”) și o limită inferioară de utilizare necesară a resurselor de mediu („fundament social”)

Textul integral al Țintei 12.8 este: „Până în 2030, asigurarea că oamenii de pretutindeni au primit informațiile relevante și conștientizează beneficiile dezvoltării durabile și stilurilor de viață în armonie cu natura".
Această țintă are un singur indicator: indicatorul 12.8.1 reprezintă „Măsura în care (i) educația privind cetățenia globală și (ii) educația privind dezvoltarea durabilă sunt integrate în (a) politicile naționale de educație, (b) programă, (c) formarea profesorilor și (d) evaluarea elevilor".

### Ținta 12.a: Sprijinirea capacității științifice și tehnologice a țărilor în curs de dezvoltare pentru consum și producție durabile
Textul integral al Țintei 12.a este: „Sprijinirea țărilor în curs de dezvoltare pentru a-și consolida capacitatea științifică și tehnologică de a se îndrepta către modele mai durabile de consum și producție".
Această țintă are un singur indicator: indicatorul 12.a.1 reprezintă „Capacitatea de generare de energie regenerabilă instalată în țările în curs de dezvoltare (în wați per locuitor)".

### Ținta 12.b: Dezvoltarea și implementarea instrumentelor de monitorizare a turismului durabil

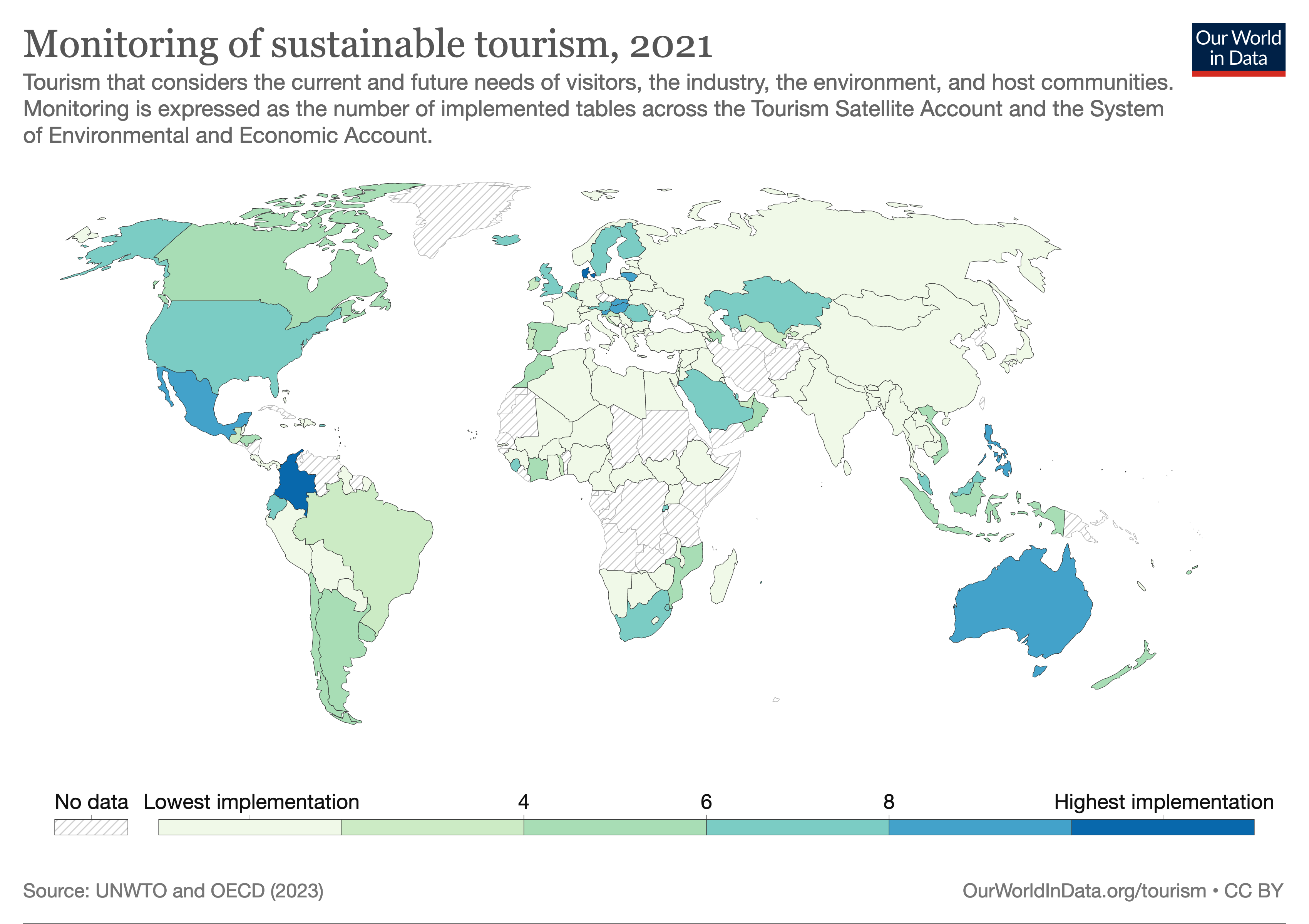
Harta lumii pentru indicatorul 12.b.1: Implementarea instrumentelor de monitorizare a turismului din punct de vedere economic și de mediu

Textul integral al Țintei 12.b este: „Dezvoltarea și implementarea instrumentelor de monitorizare a impactului dezvoltării durabile pentru turismul durabil care creează locuri de muncă și promovează cultura și produsele locale".
Această țintă are un singur indicator: indicatorul 12.b.1 reprezintă „Implementarea unor instrumente de monitorizare a aspectelor economice și de mediu ale durabilității turismului”.

### Ținta 12.c: Eliminarea distorsiunilor pieței care încurajează consumul

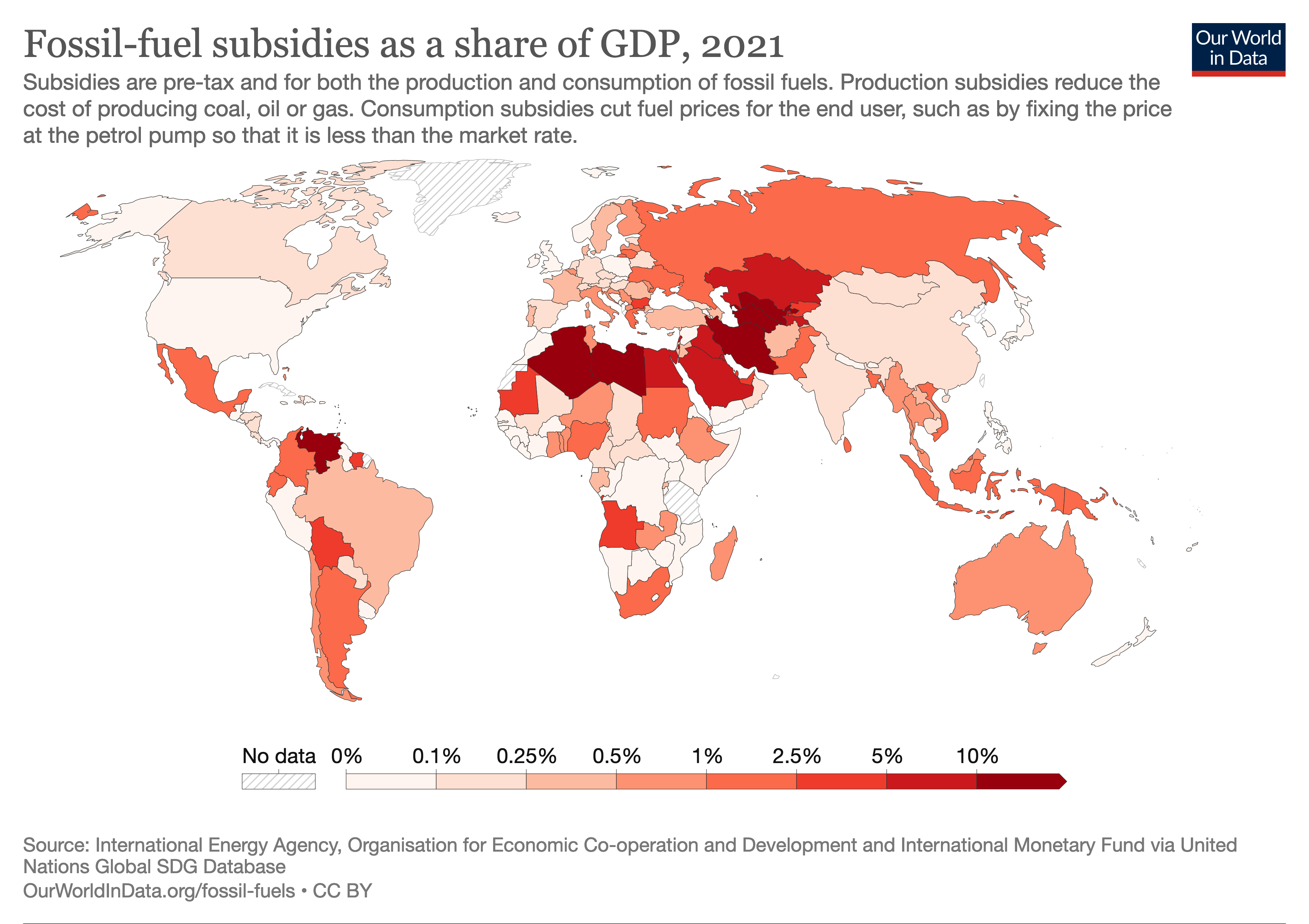
Harta lumii pentru indicatorul 12.c.1: Valoarea subvențiilor pentru combustibili fosili ca pondere din PIB

Textul integral al Țintei 12.c este: „Raționalizarea subvențiilor ineficiente pentru combustibili fosili care încurajează consumul risipitor, prin eliminarea denaturărilor pieței în conformitate cu circumstanțele naționale, inclusiv restructurarea impozitării și eliminarea treptată a subvențiilor dăunătoare acolo unde acestea există, pentru a reflecta impactul lor asupra mediului, ținând cont pe deplin de nevoile și condițiile specifice dezvoltării țărilor și minimizând posibilele efecte negative asupra dezvoltării lor într-un mod care să îi protejeze pe cei săraci și comunitățile afectate".
Această țintă are un singur indicator: indicatorul 12.c.1 reprezintă „Valoarea subvențiilor pentru combustibili fosili per unitate din PIB (producție și consum)”.
Subvențiile globale pentru combustibili fosili în 2018 au fost de 400 de miliarde de dolari:14, dublul valorii subvențiilor pentru energie regenerabilă:14.

### Agenții custode
Agențiile custode au sarcina de a măsura progresul indicatorilor.
- pentru indicatorii 12.1.1, 12.2.1, 12.2.2, 12.7.1 și 12.c.1: Programul Națiunilor Unite pentru Mediu (UNEP)
- pentru indicatorul 12.3.1: Organizația pentru Alimentație și Agricultură (FAO) și Programul Națiunilor Unite pentru Mediu (UNEP)
- pentru indicatorul 12.4.1: Programul Națiunilor Unite pentru Mediu (UNEP)
- pentru indicatorul 12.4.2: Programul Națiunilor Unite pentru Mediu (UNEP) și Departamentul Națiunilor Unite pentru Afaceri Economice și Sociale, Divizia de Statistică a Organizației Națiunilor Unite (DESA/UNSD)
- pentru indicatorul 12.5.1: Programul Națiunilor Unite pentru Mediu (UNEP) și Divizia de Statistică a Organizației Națiunilor Unite (UNSD)
- pentru indicatorul 12.6.1: Conferința Națiunilor Unite pentru Comerț și Dezvoltare (UNCTAD) și Programul Națiunilor Unite pentru Mediu (UNEP)
- pentru indicatorul 12.8.1: Institutul UNESCO pentru Statistică (UNESCO-UIS) și Sectorul Educație al UNESCO, Divizia pentru Pace și Dezvoltare Durabilă, Secțiunea Educație pentru Dezvoltare Durabilă (UNESCO-ED/PSD/ESD)
- pentru indicatorul 12.a.1: Agenția Internațională pentru Energie Regenerabilă (IRENA)
- pentru indicatorul 12.b.1: Organizația Mondială a Turismului a Națiunilor Unite (UNWTO)

## Provocări
Subvențiile pentru combustibilii fosili au crescut drastic în 2021, la niveluri văzute ultima dată în 2014, înainte de adoptarea ODD-urilor, din cauza răspunsurilor guvernelor la pandemia COVID-19. Se estimează că acestea vor crește și mai mult din cauza invaziei Rusiei în Ucraina, care perturbă lanțurile de aprovizionare cu energie. Pandemia de COVID-19 a afectat, de asemenea, raportarea datelor privind inițiativele privind turismul durabil.

## Monitorizare și progres
Forumul Politic la Nivel Înalt pentru Dezvoltare Durabilă al ONU (High-level Political Forum on Sustainable Development - HLPF) se întrunește în fiecare an pentru monitorizarea globală a ODD, sub auspiciile Consiliului Economic și Social al Națiunilor Unite. Rapoartele de progres la nivel înalt pentru toate ODD-urile sunt publicate de Secretarul General al Națiunilor Unite. Actualizările și progresele pot fi găsite și pe site-ul SDG, care este gestionat de Departamentul Națiunilor Unite pentru Afaceri Economice și Sociale, Divizia de Statistică a Organizației Națiunilor Unite.

## Legături cu alte ODD
Obiectivele de Dezvoltare Durabilă sunt interdependente. ODD 12 interacționează cu ODD 2 - Zero foamete, ODD 3 - Sănătate și bunăstare, ODD 4 - Educație de calitate, ODD 8 - Muncă decentă și creștere economică, ODD 9 - Industrie, inovație și infrastructură, ODD 13 - Acțiune climatică, ODD 14 - Viața marină și ODD 15 - Viața terestră
.

## Organizații
- Programul Națiunilor Unite pentru Mediu (UNEP)
- Departamentul Națiunilor Unite pentru Afaceri Economice și Sociale, Divizia de Statistică a Organizației Națiunilor Unite (DESA/UNSD)
- Organizația pentru Alimentație și Agricultură (FAO)
- Organizația Mondială a Turismului a Națiunilor Unite (UNWTO)
- Institutul UNESCO pentru Statistică (UNESCO-UIS)
- Sectorul Educație al UNESCO, Divizia pentru Pace și Dezvoltare Durabilă, Secțiunea Educație pentru Dezvoltare Durabilă (UNESCO-ED/PSD/ESD)[17]
- Conferința Națiunilor Unite pentru Comerț și Dezvoltare (UNCTAD)
- Divizia de Statistică a Organizației Națiunilor Unite (UNSD)[18]
- Universitatea Națiunilor Unite